# Kokubunji

Kokubunji (国分寺市 Kokubunji-shi?) este un municipiu din Japonia, zona metropolitană Tokyo.